# المترجمات: مبادئ وتقنيات وأدوات
المترجمات: مبادئ وتقنيات وأدوات (بالإنجليزية: Compilers: Principles, Techniques, and Tools)‏ هو كتاب شهير في مجال علوم الحاسوب من تأليف الفريد فينو اهو، رافي سيتي وجيفري المان يختص بشرح كيفية بناء المترجمات على الرغم من مرور حوالي 20 عاما على ظهور الإصدار الأول من هذا الكتاب إلا أنه لا يزال الأكثر شهرة وانتشارا في هذا المجال.
يعرف أيضا الكتاب باسم كتاب التنين (Dragon Book) نظرا للصورة الموجودة على غلافه التي تحتوي على فارس يحمل سيفا ويقاتل تنين، يسمى الإصدار الأول من الكتاب باسم كتاب التنين الأحمر بينما يسمى الجزء الثاني باسم كتاب التنين الارجواني (حسب لون الغلاف) بينما كتاب أساسيات تصميم المترجمات الصادر عام 1977 من تأليف الفريد فينو اهو وجيفري المان يسمى كتاب التنين الأخضر.

## مواضيع الكتاب
- بنية المترجمات
- تحليل المفردات
- تجزئة (لغة)
- Syntax directed translation
- توليد الكود (توضيح)
- أمثلة البرمجيات

## الإصدار الثاني
في 2006 ظهر الإصدار الثاني من الكتاب بعد انضمام مونيكا سن-لينج لام إلى فريق المؤلفيين وتم إضافة بعض المواضيع الجديدة للكتاب.

## وصلات خارجية
- موقع الكتاب
- فصول مجانية من الإصدار الثاني
- الكتاب في موقع Amazon